# Phare de Prudence Island
Le phare de Prudence Island (en anglais : Prudence Island Light), ou phare de Sandy Point est un phare actif situé sur l'île Prudence, dans la baie de Narragansett, dans le Comté de Newport (État de Rhode Island).
Il est inscrit au Registre national des lieux historiques depuis le 30 mars 1988.

## Histoire
Le phare a été construit en 1823 et était initialement situé sur une digue au large de Goat Island, plus au sud de la baie de Narragansett, où se trouve aujourd'hui le phare de Newport Harbor. En 1851, il fut transporté sur l'île Prudence où il reste. C'est l'un des rares phares aux États-Unis à conserver sa lanterne d'origine en cage à oiseaux. Il est géré par la Prudence Conservancy.
La maison du gardien de phare a été balayée par l' ouragan de 1938 en Nouvelle-Angleterre et cinq personnes ont été emportées par la mer et se sont noyées, y compris la femme du gardien de phare. Le gardien a également été projeté dans la mer, mais il a rejeté à terre et a survécu.

## Description
Le phare  est une tour octogonale en granit avec une galerie et une lanterne de 8,5 m de haut. La tour est peinte en blanc et la lanterne est noire. Il émet, à une hauteur focale de 9 m, un éclat vert d'une seconde par période de 6 secondes. Sa portée est de 6 milles nautiques (environ 11 km).

## Caractéristiques dufeu maritime
Fréquence : 6 secondes (G)
- Lumière : 0.6 seconde
- Obscurité : 5.4 secondes

Identifiant : ARLHS : USA-675 ; USCG : 1-18125 - Amirauté : J0566 .
|             |
| Sandy Point |

|          |
| Le phare |

### Lien connexe
- Liste des phares au Rhode Island